# روت رولان
روت رولان (انگلیسی: Ruth Roland؛ ۲۶ اوت ۱۸۹۲ – ۲۲ سپتامبر ۱۹۳۷) یک هنرپیشه، و تهیه‌کننده اهل ایالات متحده آمریکا بود. وی بین سال‌های ۱۹۰۸ تا ۱۹۳۵ میلادی فعالیت می‌کرد.